# Кзыл-Чишма (Бугульминский район)
Кзыл-Чишма — деревня в Бугульминском районе Татарстана. Входит в состав Кудашевского сельского поселения.

## География
Находится в юго-восточной части Татарстана на расстоянии приблизительно 23 км на север по прямой от районного центра города Бугульма.

## История
Основана в 1933 году.

## Население
Постоянных жителей было: в 1938—444, в 1949—490, в 1958—418, в 1970—263, в 1979—141, в 1989 — 62, в 2002 году 77 (татары 79 %), в 2010 году 34.